# 格拉斯鎮區 (阿肯色州傑克遜縣)
格拉斯鎮區（英語：Glass Township）是位於美國阿肯色州傑克遜縣的一個行政鎮區。

## 地方資料
格拉斯鎮區的面積為118.28平方千米，當中陸地面積為117.13平方千米，而水域面積為1.15平方千米。根據2010年美國人口普查的數據，當地共有人口1088人，而人口密度為每平方千米9.2人。